# Büchel, Thüringen
Büchel är en kommun och ort i Landkreis Sömmerda i förbundslandet Thüringen i Tyskland.
Kommunen ingår i förvaltningsgemenskapen Kindelbrück tillsammans med kommunerna Griefstedt, Günstedt, Kindelbrück och Riethgen.